# ورزشگاه آمریکا فرست فیلد

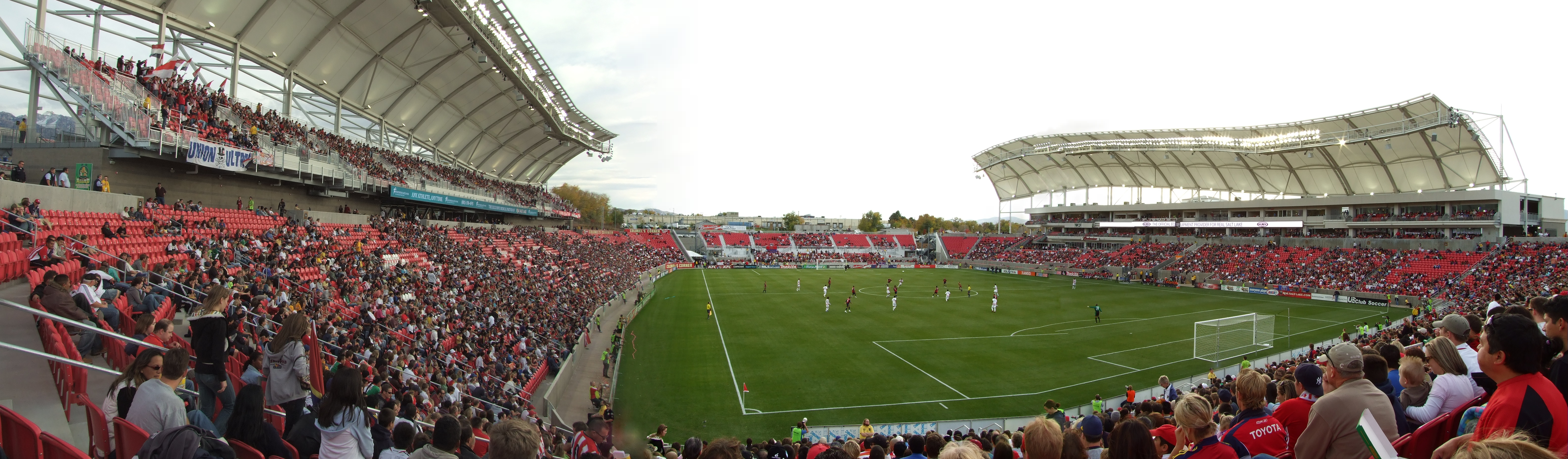

ورزشگاه آمریکا فرست فیلد  با ظرفیت ۲۰٬۰۰۸ نفر در شهر سندی ایالت یوتا واقع شده‌است. ابعاد این ورزشگاه ۸۲ در ۱۱۹ متر است. در تاریخ ۲۰۰۸ تأسیس شد و دارای زمین چمن می‌باشد.
این ورزشگاه خانه تیم رئال سالت لیک است.